# Henriette Jæger
Henriette Jæger (* 30. Juni 2003 in Aremark) ist eine norwegische Leichtathletin, die im Sprint sowie im Siebenkampf an den Start geht. Auch ihre Mutter Unn Merete Lie Jæger war als Leichtathletin aktiv. Am 13. September 2020 stellte sie mit 6301 Punkten die U18-Weltbestleistung im Siebenkampf auf. Zudem ist sie aktuell Inhaberin des Landesrekordes im 400-Meter-Lauf.

## Sportliche Laufbahn
Erste Erfahrungen bei internationalen Meisterschaften sammelte Henriette Jæger beim Europäischen Olympischen Jugendfestival (EYOF) 2019 in Baku, bei dem sie mit 5835 Punkten die Silbermedaille im Siebenkampf gewann und mit der norwegischen Sprintstaffel (1000 Meter) in 2:11,21 min den fünften Platz belegte. 2020 stellte sie in Norwegen mit 6301 Punkten eine neue U18-Weltbestleistung im Siebenkampf auf und 2022 belegte sie bei den U20-Weltmeisterschaften in Cali in 52,23 s den vierten Platz im 400-Meter-Lauf. Im Jahr darauf schied sie bei den Halleneuropameisterschaften in Istanbul mit 53,08 s im Halbfinale über 400 Meter aus. Im Juni belegte sie bei der 1. Liga der Team-Europameisterschaft, die im Zuge der Europaspiele in Chorzów stattfand, in 51,66 s den ersten Platz im B-Lauf über 400 Meter, wurde mit der 4-mal-400-Meter-Staffel disqualifiziert und gelangte mit der Mixed-Staffel mit 3:15,67 min auf Rang vier. Anschließend gewann sie bei den U23-Europameisterschaften in Espoo mit neuem Landesrekord von 51,06 s die Silbermedaille über 400 Meter hinter der Britin Yemi Mary John und belegte mit der 4-mal-400-Meter-Staffel in 3:31,51 min den fünften Platz. Im August kam sie bei den Weltmeisterschaften in Budapest mit 51,33 s knapp nicht über den Vorlauf über 400 Meter hinaus. 2024 verbesserte sie in Polen den norwegischen Hallenrekord über 400 Meter auf 51,05 s und jenen über 200 Meter auf 22,99 s. Im März startete sie über 400 Meter bei den Hallenweltmeisterschaften in Glasgow und schied dort mit 51,48 s im Semifinale aus. Im Mai wurde sie bei den World Athletics Relays in Nassau in 3:26,88 min Fünfte im Finallauf über 4-mal 400 Meter und sicherte damit dem norwegischen Team einen Startplatz bei den Olympischen Spielen in Paris. Zudem verbesserte sie im Mai die Landesrekorde über 200 und 400 Meter auf 22,58 s und 50,81 s. Im Juni startet sie über 200 Meter bei den Europameisterschaften in Rom und belegte dort in 22,83 s den vierten Platz. Anschließend verbesserte sie den Landesrekord über 400 Meter auf 49,85 s, ehe sie im August bei den Olympischen Sommerspielen in Paris in 49,96 s im Finale den achten Platz belegte. 
2025 verbesserte sie den norwegischen Hallenrekord über 400 Meter in Toruń auf 50,44 s und gewann im März bei den Halleneuropameisterschaften in Apeldoorn in 50,45 s die Silbermedaille hinter der Niederländerin Lieke Klaver. Kurz darauf gewann sie bei den Hallenweltmeisterschaften in Nanjing in 50,92 s die Bronzemedaille hinter der Britin Amber Anning und Alexis Holmes aus den Vereinigten Staaten. Anfang Mai wurde sie bei der Shanghai Diamond League 22,86 s Dritte über 200 Meter und anschließend wurde sie bei den World Athletics Relays in Guangzhou in 3:25,35 min Vierte über 4-mal 400 Meter. Im Juni wurde sie bei den Bislett Games mit neuem Landesrekord von 49,62 s Zweite über 400 Meter und auch bei der Bauhaus-Galan in Stockholm in 50,07 s Zweite. Daraufhin wurde sie bei der 2. Liga der Team-Europameisterschaft in Maribor in 3:13,64 min Erste in der Mixed-Staffel. Anschließend siegte sie bei den U23-Europameisterschaften in Bergen mit neuem Meisterschaftsrekord von 49,74 s und gewann über 200 Meter in 22,78 s die Silbermedaille hinter der Britin Success Eduan. Zudem belegte sie mit der Frauenstaffel in 3:30,88 min den sechsten Platz. 
In den Jahren 2020, 2023 und 2024 wurde Jæger norwegische Meisterin im 400-Meter-Lauf sowie 2020 und 2024 auch über 200 Meter. Zudem wurde sie 2020 Hallenmeisterin im 60-Meter-Lauf sowie über 200 Meter und 2021 im Fünfkampf. 2023 wurde sie Hallenmeisterin im 400-Meter-Lauf.

## Persönliche Bestleistungen
- 100 Meter: 11,51 s (+0,1 m/s), 22. August 2020 in Trondheim (norwegischer U18-Rekord)
  - 60 Meter (Halle): 7,37 s, 1. Februar 2020 in Bærum (norwegischer U18-Rekord)
- 200 Meter: 22,58 s (+1,8 m/s), 19. Mai 2024 in Malmö (norwegischer Rekord)
  - 200 Meter (Halle): 22,99 s, 20. Januar 2024 in Bærum (norwegischer Rekord)
- 300 Meter: 36,62 s, 3. Juni 2023 in Bergen, (nationale Bestleistung)
- 400 Meter: 49,62 s, 12. Juni 2025 in Oslo (norwegischer Rekord)
  - 400 Meter (Halle): 50,44 s, 16. Februar 2025 in Toruń (norwegischer Rekord)
- Siebenkampf: 6154 Punkte, 30. Mai 2021 in Götzis (norwegischer U20-Rekord)
- Siebenkampf (U18): 6301 Punkte, 13. September in Moss (U18-Weltbestleistung)
  - Fünfkampf (Halle): 4471 Punkte, 21. Februar 2021 in Bærum (norwegischer Rekord)